# Église Saint-Cyr-et-Sainte-Julitte de Canac
Pour les articles homonymes, voir église Saint-Cyr-et-Sainte-Julitte.
L'église Saint-Cyr-et-Sainte-Julitte de Canac est une église romane située en France sur la commune de Campagnac, dans le département de l'Aveyron en région Midi-Pyrénées.
L'édifice fait l'objet d'un classement au titre des monuments historiques depuis le 10 octobre 1980.

## Localisation
L'église est située sur la commune de Campagnac, dans le département français de l'Aveyron.

## Historique
L'édifice primitif date du XIe siècle, la nef du XIIe siècle et les chapelles latérales du XIVe siècle.
L'édifice est classé au titre des monuments historiques en 1980.